# グリーンパーク大門
グリーンパーク大門（グリーンパークだいもん）は、射水市の地区公園。別称は「凧公園」。

## 地域と公園のかかわり
グリーンパーク大門はこの地域で長らく親しまれている「凧」をモチーフとした公園であり、そのため後述する大型遊具にも凧が描かれている。またこの公園がある旧大門町では相撲が町技だったこともあり、相撲場も有している。

## 主な施設

### 大型遊具
滑り台が4台設置されており、そのうち2台は夏季になると水が流れウォータースライダーになる仕組みになっている。遊具の上は展望台のようになっており、射水市の町が見渡せる。

### 屋外相撲場
観客が約2000人収容できる相撲場であり、2024年の相撲の全国中学校相撲選手権大会の開催予定地になっている。

### スケートボード場
利用料金が無料のスケートボード場。
定休日は月曜日。冬季期間は閉鎖予定。営業時間は午前9時から午後5時まで。

### プール
「アルキメデスのポンプ」や上に乗り水を出す遊具があり、夏季期間のみ水が張られ、冬季にはアルキメデスのポンプにチェーンが結ばれる。

## 諸注意
公園内の車両乗り入れ（自転車、車）は禁止である。

## 周辺施設
- 大門総合体育館：徒歩1分
- あいの風とやま鉄道 越中大門駅：徒歩18分、車6分
- アプリオ：徒歩30分、車7分
- 射水市立大門中学校：徒歩11分、車2分